# Gomba (district)
Gomba is een district in het centrum van Oeganda. Het administratief centrum van het district bevindt zich in Kanoni. Het district telde in 2014 159.922  inwoners en in 2020 naar schatting 173.800 inwoners op een oppervlakte van 1671 km². Meer dan 92% van de bevolking woont op het platteland.
Het district werd opgericht in 2010 toen Butambala en Gomba werden afgesplitst van het district Mpigi. Het grenst aan de districten Butambala, Mityana, Mubende, Kalungu en Sembabule. Het district is onderverdeeld in vier sub-county's (Mpenja, Kabulasoke, Kyegonza en Maddu) en een town council (Kanoni). Verder zijn er 37 gemeente (parishes) en 289 dorpen.